# Hydrophis macdowelli
Hydrophis macdowelli là một loài rắn trong họ Rắn hổ. Loài này được Kharin mô tả khoa học đầu tiên năm 1983.